# Robert Tait McKenzie

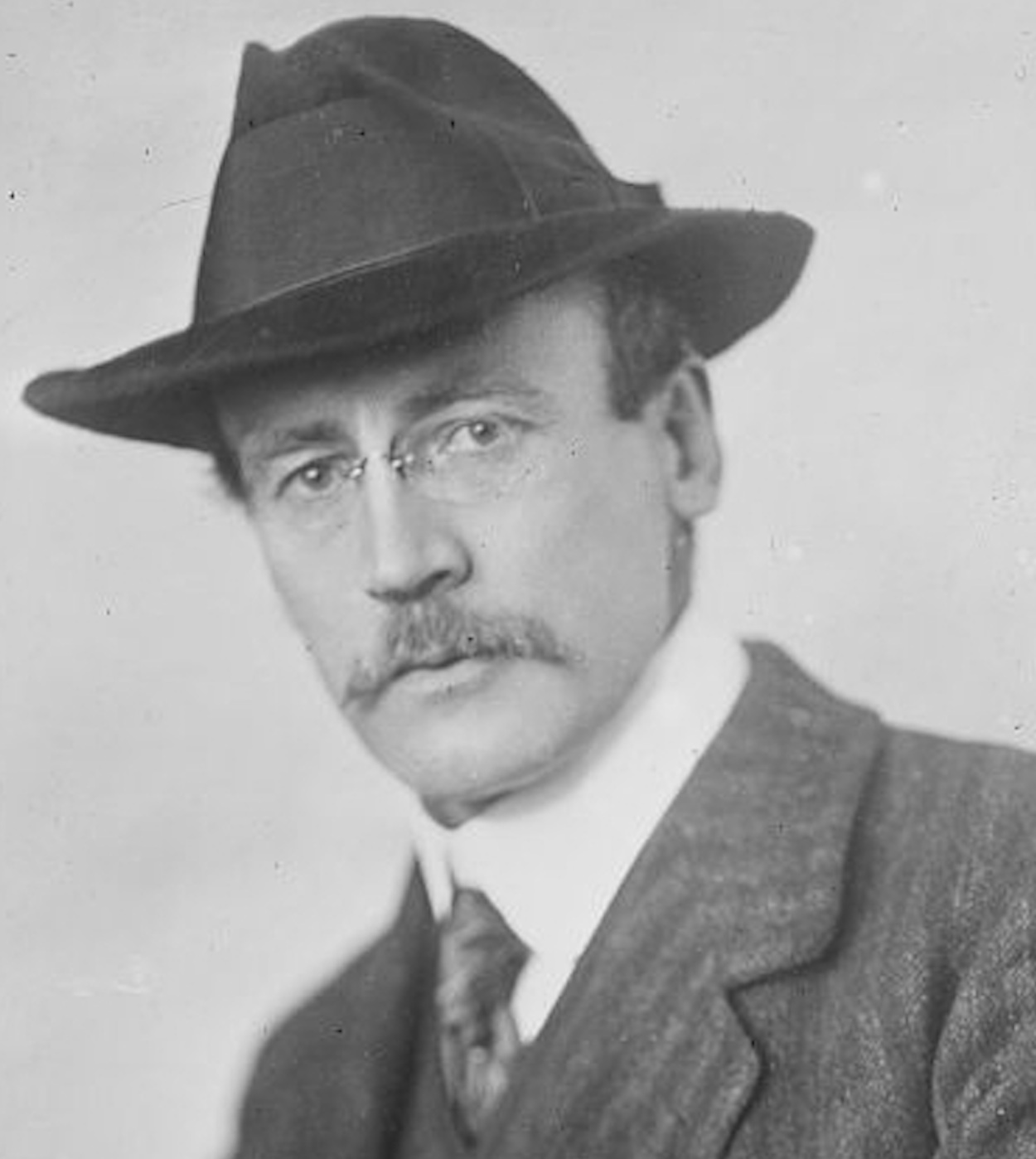
Portret MacKenzie (tussen 1910 en 1915)

Robert Tait McKenzie (Ramsay Township (Ontario), 26 mei 1857 – Philadelphia, 28 april 1938) was een in Canada geboren, Amerikaanse beeldhouwer, atleet, medicus en scoutingleider.

## Leven en werk
McKenzie werd geboren in Ramsay Township (thans deeluitmakende van de gemeente Mississippi Mills) in de Canadese provincie Ontario en studeerde medicijnen aan de McGill-universiteit in Montreal. Hij doceerde van 1891 tot 1904 aan de Mc Gill Medical School en was van 1904 tot 1931 hoofd van het Department of Physical Education en hoogleraar aan de medische faculteit van de Universiteit van Pennsylvania in Philadelphia.
Gedurende de Tweede Wereldoorlog diende McKenzie bij het Royal Army Medical Corps van het Britse leger. Zijn carrière als beeldhouwer begon hij op latere leeftijd. McKenzie is de maker van het beeld The Boy Scout of The Ideal Scout, dat in vele steden in de Verenigde Staten is te zien. De kleine versie dateert van 1915, de levensgrote versie is van 1937. Hij won in 1932 de bronzen medaille in de categorie "reliëf en medaillons" bij de Kunstwedstrijden op de Olympische Zomerspelen 1932 in Los Angeles. De Joseph B. Wolffe Collection van McKenzies beeldhouwwerken van atleten bevindt zich op de campus van de University of Tennessee.

## Werken (selectie)
- 1914 : Youthful Franklin, University of Pennsylvania, University of North Carolina, Chapel Hill, Philadelphia Free Library, Philadelphia, Pennsylvania en Brookgreen Gardens
- 1919 : George Whitefield, University of Pennsylvania in Philadelphia
- 1922 : J. William White Memorial in Philadelphia
- 1922 : Coming Home, Cambridge Sculpture Trails, Hills Road in Cambridge
- 1925 : The Victor, Woodbury (New Jersey)
- 1927 : Scots American War Memorial, Princes' Street Gardens in Edinburgh
- 1927 : General James Wolfe, Greenwich Park in Londen
- 1930 : General John Grubb Parke, Vicksburg National Military Park, Vicksburg, Mississippi
- 1932 : World Wars Monument, Girard College in Philadelphia
- 1933 : Monument to Jane A. Delano and the Nurses Who Died in Service in World War I, Red Cross Building in Washington D.C.
- 1936 : Highlander Monument (1936), Darien (Georgia)

## Fotogalerij

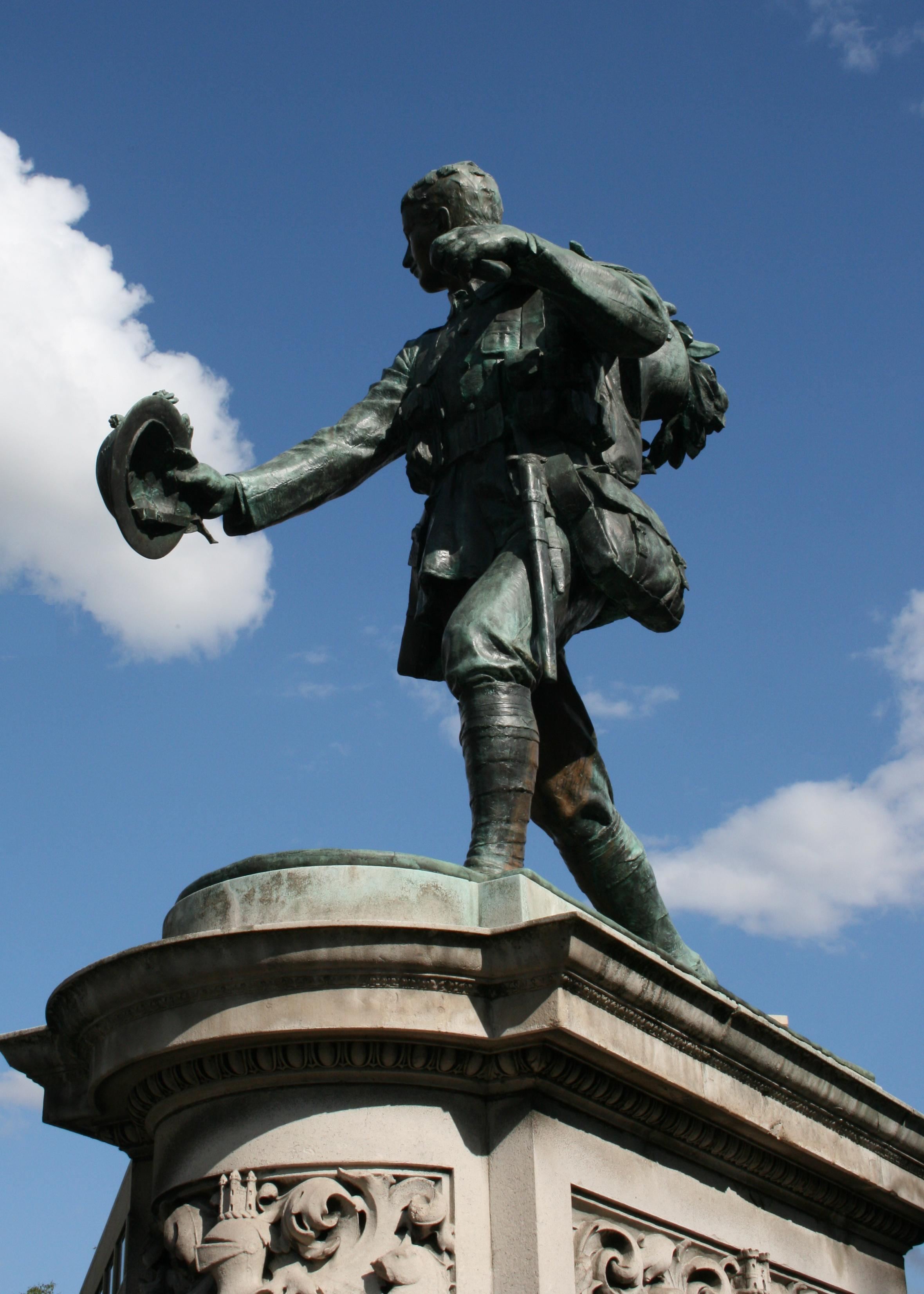
Coming Home (1922)
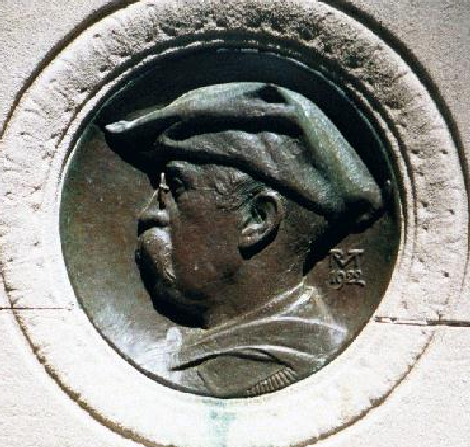
Reliëf J. William White Memorial (1922)
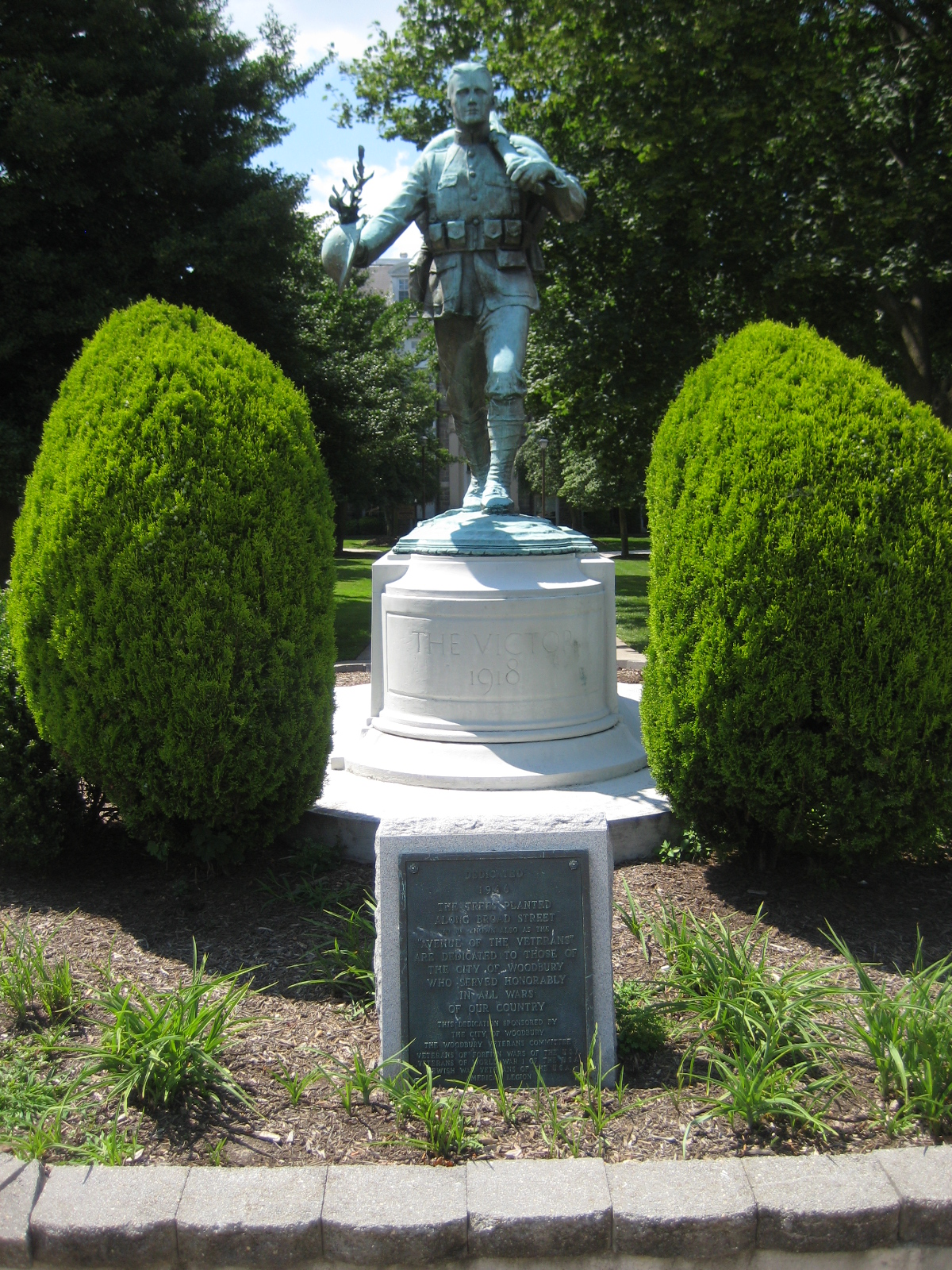
The Victor (1925)
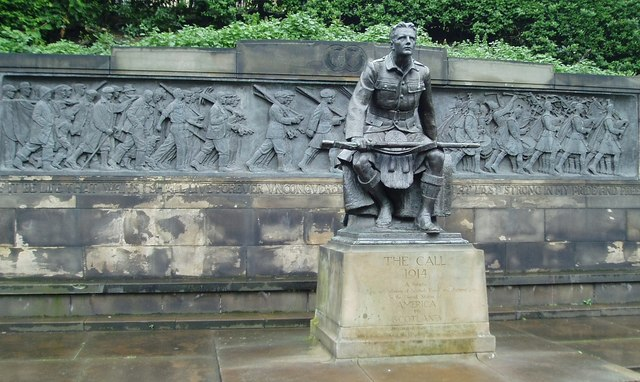
Scots American War Memorial (1927)
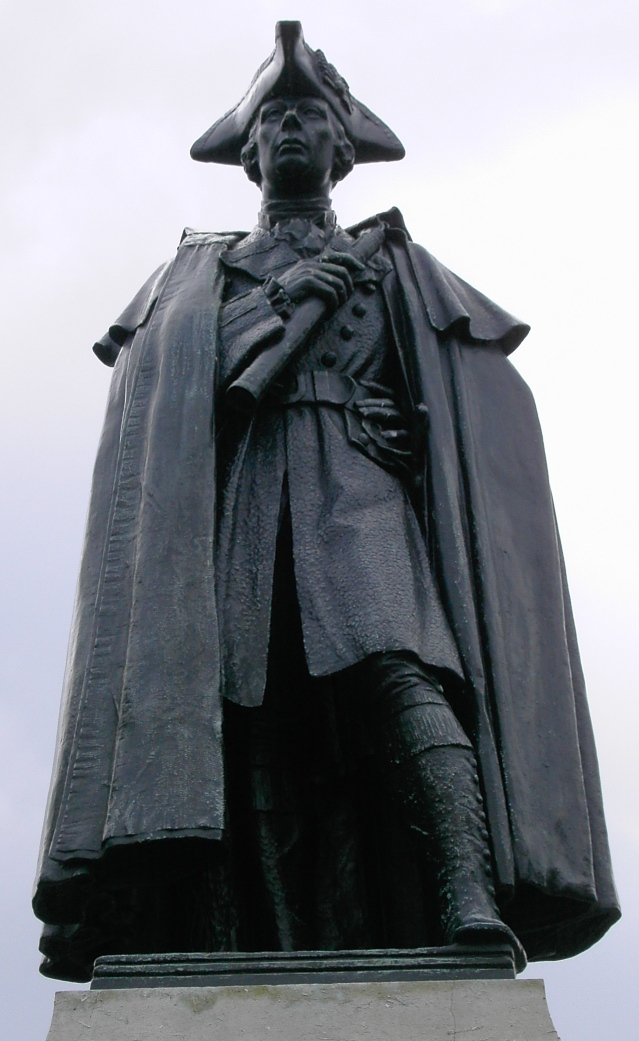
General James Wolfe (1927)
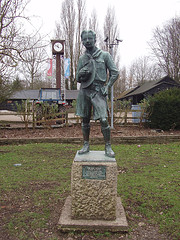
The Ideal Scout (1966), The Scout Ass. of Britain

- Gemeinsame Normdatei: 119094894
- International Standard Name Identifier: 0000 0000 8129 1479
- Library of Congress Control Number: n82067527
- Nationale Bibliotheek van Israël: 987007337093705171
- Nederlandse Thesaurus van Auteursnamen: 197776663
- RKD-Nederlands Instituut voor Kunstgeschiedenis: 123568
- SNAC: w67w6czb
- Système universitaire de documentation: 183994310
- Union List of Artist Names: 500001698
- Virtual International Authority File: 50028058
- WorldCat: E39PBJbRj6R36rFXqJxyD8PJDq